# Misbehavior
Misbehavior (en hangul, 여교사; romanización revisada, 'Yeogyosa, literalmente: Profesora) es una película de thriller surcoreana de 2016, escrita y dirigida por Kim Tae-yong. Protagonizada por Kim Ha-neul, Yoo In-young y Lee Won-keun.

## Sinopsis
Hyo-joo, profesora de ciencias en un instituto masculino, es asignada a una clase de estudiantes del último año como suplente de la titular. Pronto se interesa por uno de sus alumnos, Jae-ha, al que apoya para participar en un concurso de baile que podría facilitarle el acceso a una universidad de prestigio. Poco después, Hae-young, la adinerada hija del presidente de la junta escolar, es contratada como profesora fija, el puesto que se suponía que se ofrecería a Hyo-joo. Ambas se conocían de la universidad y al principio Hae-young trata a Hyo-joo con afecto, pero Hyo-joo solo le da la espalda. La situación se complica ulteriormente, cuando Hyo-joo descubre que Hae-young tiene una relación con Jae-ha.

## Reparto
- Kim Ha-neul como Park Hyo-joo, profesora de ciencias con contrato temporal en un instituto masculino.[4]
- Yoo En-young como Choo Hae-young, profesora fija en el instituto gracias a su familia.
- Lee Won-keun como Shin Jae-ha, un estudiante del instituto con talento para el baile, y escasos recursos económicos.
- Lee Ki-woo como Choi Min-ho, prometido de Hae-young.
- Lee Hee-joon como Pyo Sang-woo, novio de Hyo-joo.
- Gi Ju-bong como el padre de Shin Jae-ha.
- Jung Suk-yong, como el subdirector del instituto.
- Kwak Dong-yeon como Yoo Jong-ki.
- Lee Geung-young como el presidente de la Junta Escolar y padre de Hae-young.
- Kim Soo-jin como una maestra.
- Lim Hwa-young como Lee Yoon-mi.
- Oh Na-ra como profesora de baile.
- Ok Ji-young como profesora a la que sustituye Hyo-joo.

## Recepción
Según William Schwartz (HanCinema), «si hay alguna falla clara en Misbehavior  es que la película no se presta fácilmente a los comentarios sociales. Los diversos personajes son mezquinos, menos por razones claramente definidas y más simplemente por sadismo general. Este es el tipo de película en la que un mal novio puede comportarse de manera egoísta, arrepentirse al darse cuenta de que tuvo una idea realmente estúpida, y aún así es gratificante verlo ser humillado como hombre porque al final, nosotros también somos los sádicos, que queremos verlo. [...] Nos identificamos con Hyo-joo por todas las razones equivocadas, y eso hace que Misbehavior  sea muy divertido».
Para Panos Kotzathanasis, «Kim Tae-yong logra dirigir y escribir una película en la que ni un solo personaje es simpático. [...] Sus personajes están dispuestos a hacer cualquier cosa para cumplir sus deseos y se vuelven bastante vengativos cuando las cosas no salen como ellos quieren». Este crítico destaca la buena interpretación del trío protagonista, así como de Jung Suk-yong en el papel del «despreciable subdirector». En definitiva, «es una película muy interesante que ha adoptado bastante bien la tendencia reciente de los "personajes desagradables", y definitivamente merece una mirada, particularmente para el final».

## Premios y nominaciones
| Premio                                               | Categoría               | Nominado     | Resultado | Ref.   |
| ---------------------------------------------------- | ----------------------- | ------------ | --------- | ------ |
| 22.º Chunsa Premios de Película                      | mejor actriz de reparto | Yoo In-young | Ganadora  | [ 7 ]  |
| 22.º Chunsa Premios de Película                      | mejor actriz            | Kim Ha-neul  | Nominada  | [ 7 ]  |
| 22.º Chunsa Premios de Película                      | mejor actor revelación  | Lee Won-keun | Nominado  | [ 7 ]  |
| 2017 Película coreana que Brilla Premios de Estrella | Premio de popularidad   | Yoo In-young | Ganadora  | [ 8 ]  |
| 26.º Buil Premios de Película                        | mejor actriz            | Kim Ha-neul  | Nominada  | [ 9 ]  |
| 26.º Buil Premios de Película                        | mejor actriz de reparto | Yoo In-young | Nominada  | [ 9 ]  |
| 26.º Buil Premios de Película                        | mejor actor revelación  | Lee Won-keun | Nominado  | [ 9 ]  |
| 1.º Los Premios de Seúl                              | mejor actor revelación  | Lee Won-keun | Nominado  | [ 10 ] |